# Stenia afrella
Stenia afrella là một loài bướm đêm trong họ Crambidae.